# Liam Miller
Liam Miller, född 13 februari 1981 i Cork, död 9 februari 2018, var en irländsk fotbollsspelare som spelade för Brisbane Roar. Han spelade sedan 2004 även för Irlands fotbollslandslag.
Miller spelade först i olika juniorlag i Ballincollig i närheten av Cork.
Han dog av cancer i bukspottkörteln.

## Klubbar
- 1997–2004: Celtic FC
- 2001: Aarhus (lån)
- 2004–2006: Manchester United FC
- 2005–2006: Leeds United AFC (lån)
- 2006–2009: Sunderland AFC
- 2009: Queens Park Rangers FC
- 2009–2011: Hibernian FC
- 2011–2013: Perth Glory FC
- 2013–2018: Brisbane Roar FC